# Hyperolius soror
Hyperolius soror är en groddjursart som först beskrevs av Paul Chabanaud 1921.  Hyperolius soror ingår i släktet Hyperolius och familjen gräsgrodor. IUCN kategoriserar arten globalt som otillräckligt studerad. Inga underarter finns listade i Catalogue of Life.